# Giáo hoàng Êlêuthêrô
Êlêuthêrô (Latinh: Eleuther) là vị Giáo hoàng thứ 13 của Giáo hội Công giáo, cũng được biết đến như là Eleuterus. Năm sinh của ông không được xác định ở tại Nicopolis, Epirus, Hy Lạp. Triều đại Giáo hoàng của ông kéo dài khoảng từ năm 174 cho tới khi ông qua đời khoảng năm 189 tại Rôma, Ý. Ông được suy tôn như một vị thánh của nhà thờ công giáo. Niên giám tòa thánh năm 2003 cho rằng triều đại của ông kéo dài trong khoảng thời gian 175 – 189.

## Tiểu sử
Tên của ông trong tiếng Hi-lạp có nghĩa là "con người tự do", điều này dẫn đến việc có người cho ông là một nô lệ được giải phóng. Truyền thống cho thấy rằng ông là một trợ tế trong nhà thờ ở Rôma. Egesippo Eleuterio cho rằng ông được sinh ra tại Nicopolis, Hy Lạp và tới Rô-ma dưới thời của Giáo hoàng Anicetus (154-164), và tham gia như là một thư ký trong các cuộc tranh luận với thánh Polycarpe. Người ta cho rằng, ông là một giám mục Hy Lạp gốc Nicôpôli Êpirê và đã làm phó tế dưới triều Đức Anicetus. Ông cai quản Giáo hội Rô ma dưới triều Marcô Aurêlô, rồi dưới triều Cômmôđô cho đến lúc qua đời.
Phần chủ yếu trong hoạt động tông đồ của ông diễn ra trong những cuộc tranh cãi với nhiều phái ngộ đạo ngày càng tăng lên như phái Marcion, phái Valentin, phái Montan mà với họ ông chọn sự rất nghiêm khắc sau khi đã tỏ ra lòng khoan dung. Truyền thống cho rằng, ông nhận từ vua Êđessê, vương quốc ngoại vi nhỏ bé và liên minh với Đế quốc Rôma, một yêu cầu xin các nhà truyền giáo nhưng người ta không biết gì nhiều về việc Êlêuthêrô trả lời như thế nào.
Trong thời gian làm Giáo hoàng của mình, ông đã sai Fulgatius và Damian đi truyền giáo ở Anh. Liber Pontificalis cho rằng vua Anh Lucio đã có mong muốn được chuyển sang đạo ki-tô. Theo sử gia Beda: Hist. Eccl. I, IV thì một ông hoàng xứ Britannia tên là Lucio đến xin Giáo hoàng Eleotheriô cho học đạo. Tuy nhiên truyền thống về điều này không có nền tảng lịch sử. Ông cũng được xem là người đã huỷ bỏ một số tập tục của người Do Thái liên quan đến đồ ăn sạch và không sạch vẫn còn tồn tại ở một số Kitô hữu. Trong suốt triều đại Giáo hoàng của ngài các cuộc bách hại đã được Marcus Aurelius xoá bỏ nay lại tiếp diễn và Thánh Cecilia tử vì đạo. Đức Eletherius cũng tử vì đạo.
Truyền thống cho rằng: Giáo hoàng Eleuterus mất ngày 24 tháng 5 và được chôn trên đồi Vatican, gần thánh Phêrô. Sau đó, hài cốt của ông đã được di chuyển vào nhà thờ San Giovanni della Pigna, gần điện Panthenon. Vào năm 1591, chúng lại được chuyển đến nhà thờ Santa Susanna theo yêu cầu của Camilla Peretti – chị em với Giáo hoàng Sixtus V. Ông được giáo hội kính nhớ vào ngày 26 tháng 5.